# Scutigerella nodicercus
Scutigerella nodicercus är en mångfotingart som beskrevs av Michelbacher 1942. Scutigerella nodicercus ingår i släktet norddvärgfotingar, och familjen snabbdvärgfotingar. Inga underarter finns listade i Catalogue of Life.